# Falmászás

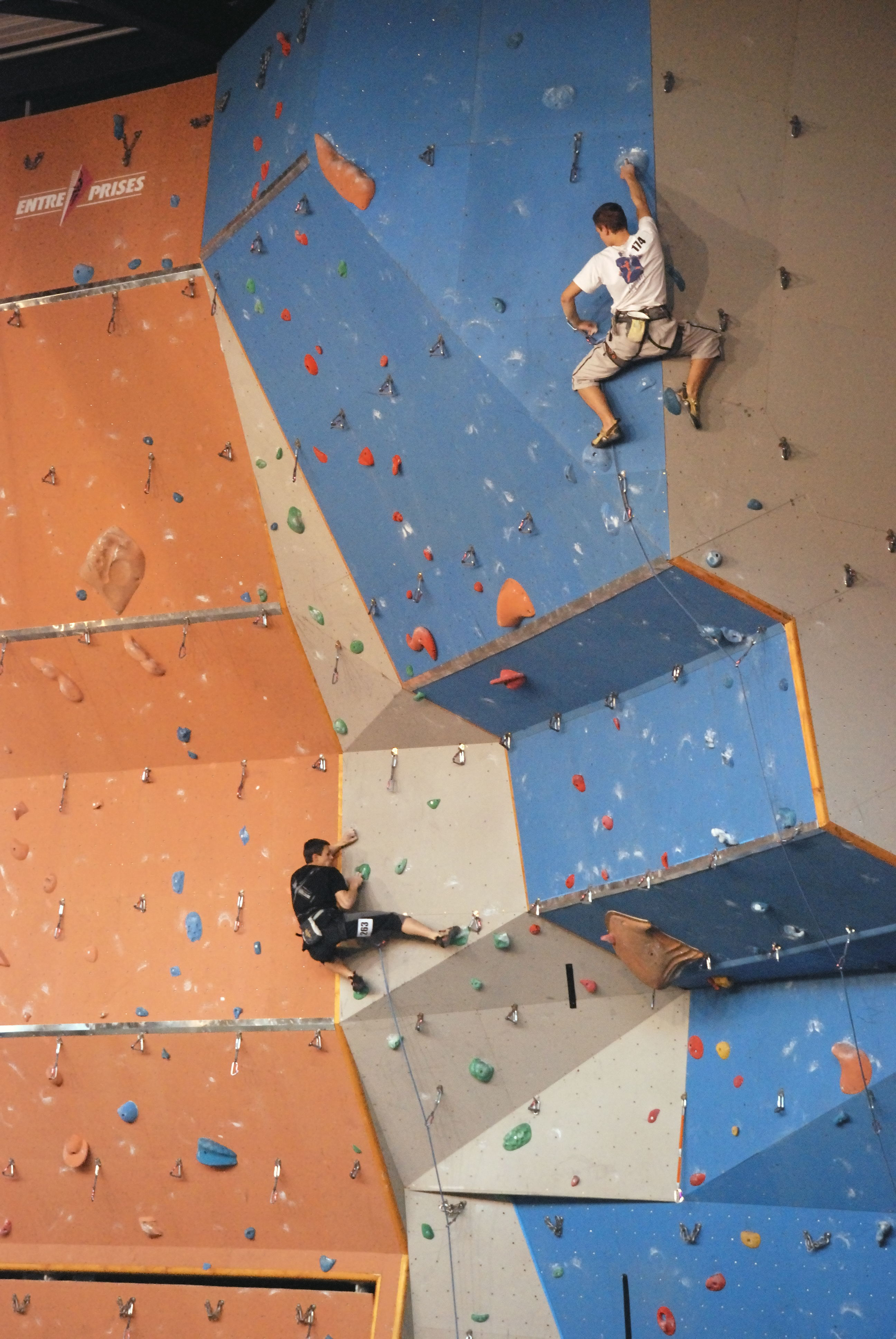
Falmászás

A falmászás a sziklamászás mesterséges körülmények között űzhető formája.

## Kialakulás
A sziklamászás mint tevékenység talán egyidős az emberiséggel, azonban sportággá csak az utóbbi évtizedekben vált. A sziklamászás egy szabadban űzhető sporttevékenység, ami azt vonja maga után, hogy többnyire napközben, tavasztól őszig, jó időben űzhető. A falmászást, mint tevékenységet valószínűleg sziklamászók találták ki, akik otthon, időjárástól, évszaktól és napszaktól függetlenül - kondíciójuk megőrzése céljából - sportolni szerettek volna. Kialakult tehát a falmászás, ami többnyire zárt térben, műfalon történő mászást jelent.

## A falmászás jellegzetességei
A falmászás műfalon történik, mely egy vas- vagy faszerkezetből épült vázra szerelt furnér- OSB- vagy rétegelt-lemezből álló faldarab, amelyben menettel ellátott lyukakba szerelt ún. fogások vannak elhelyezve. A fogások mérete, alakja és gyakorisága megkönnyíti, ill. megnehezíti a műfalon történő fel, le ill. oldalra jutást. A falmászással megszerezhető a sziklamászáshoz szükséges erőnlét és technikai tudás. A falmászás egyik előnye, hogy a mászás rizikófaktorát nagyságrendekkel lecsökkenti a sziklamászáshoz képest, ugyanis a műfalon történő mászás sokkal jobban kontrollálható, mint a természetben történő sporttevékenység, ezáltal biztonságosabb.

## A falmászás, mint versenysport
A világ minden részén, így Magyarországon is a falmászás versenysporttá nőtte ki magát. Nemzeti kupákat, bajnokságokat, valamint nemzetközi versenyeket is rendeznek, többek között világbajnokságot is.2020-as olimpián, Tokióban bemutatkozó sportágként lett az olimpiai program része a falmászás, avagy hivatalos nevén: sportmászás. Az ötkarikás játékokon mind a három szakág, a nehézségi, a gyorsasági és a boulder (azaz a biztosítás nélküli, kis magasságú, vízszintes) mászás helyet kap, igaz, nem külön-külön értékelik az egyes szakágban elért eredményeket, hanem összesítésben. 
A mászósport több versenyágra bontható:

### Nehézségi mászás
A mászó dinamikus kötél segítségével mászik, miközben a kötelet bizonyos távolságokban a falba szerelt nittekhez kapcsolja ún. köztesek (schling) használatával, ezzel önmagát biztosítja. Mászás során a földről biztosító ember segítségével történik a biztosítás. Ez az ún. elölmászás. A mászó feladata a műfalon kijelölt út kimászása, ill. minél tovább történő mászás, az idő másodlagos szempont.

### Gyorsasági mászás
A mászó ún. felső biztosítással mászik, feladata a műfalon történő feljutás minél rövidebb idő alatt.
Ebből van a legtöbb verseny, 2020-tól olimpiai sportág.

### Boulder
Biztosítás nélküli nehézségi mászás alacsony magasságokban. Az esetlegesen leeső mászót a földre helyezett vastag szivacsok védik meg a sérülésektől. A boulder mászás elve, az alacsony mászási magasság miatt a mászó nem eshet akkorát, ami miatt megsérülhetne. A boulderen sok fogás van ,utakat lehet kijelölni rajta különböző nehézségekben.